# 圣阿尔邦莱斯
圣阿尔邦莱斯（法語：Saint-Alban-Leysse，法語發音：[sɛ̃.t‿albɑ̃ lɛs]）是法国萨瓦省的一个市镇，位于该省西部，属于尚贝里区。

## 地理
圣阿尔邦莱斯（45°34'48"N, 5°57'29"E）面积8.4 平方千米，位于法国奥弗涅-罗讷-阿尔卑斯大区萨瓦省，该省份为法国东部省份，历史上为薩伏依的一部分，北起上萨瓦省，西接伊泽尔省和安省，南部和东部与上阿尔卑斯省和意大利接壤。
与圣阿尔邦莱斯接壤的市镇（或旧市镇、城区）包括：巴尔伯拉、巴尔比、巴桑、尚贝里、拉拉瓦尔、圣让达尔韦、索纳。

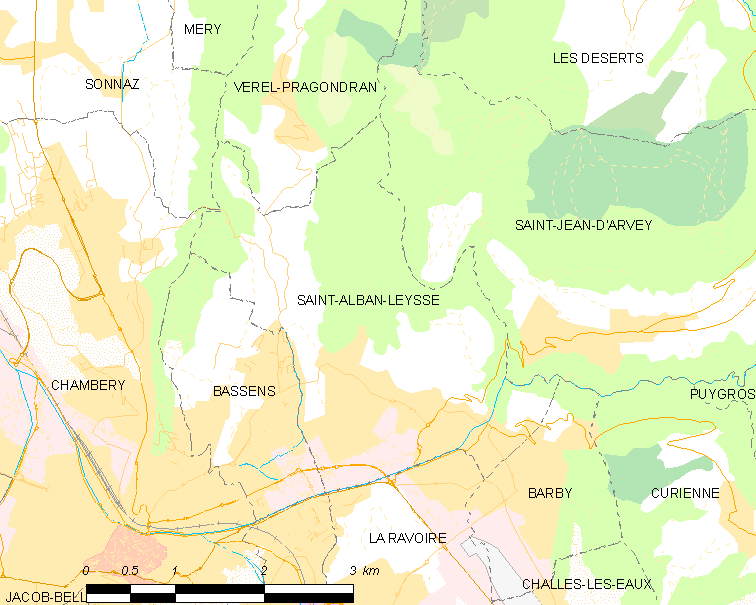
圣阿尔邦莱斯的OSM定位图

圣阿尔邦莱斯的时区为UTC+01:00、UTC+02:00（夏令时）。

## 行政
圣阿尔邦莱斯的邮政编码为73230，INSEE市镇编码为73222。

## 政治
圣阿尔邦莱斯所属的省级选区为圣阿尔邦莱斯县。

## 人口

1962-2008年间圣阿尔邦莱斯人口变化图示

圣阿尔邦莱斯于2022年1月1日时的人口数量为6589人。